# Lacul Judele
Judele este un lac glaciar situat în Munții Retezat.